# Sorbischer Künstlerbund

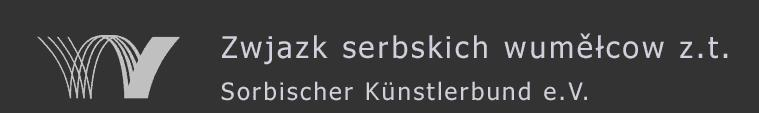
Logo des Sorbischen Künstlerbundes

Der Sorbische Künstlerbund (obersorbisch Zwjazk serbskich wuměłcowⓘ, niedersorbisch Zwězk serbskich wuměłcow) wurde 1990 gegründet.
Er vereinigt über 100 sorbische Schauspieler, Tänzer, Musiker, Komponisten, Maler, Schriftsteller und Sänger unter dem Dachverband Domowina. Der Vorstand des Bundes ist darum bemüht, sorbische Kunst in der Lausitz zu verbreiten und auch im europäischen Ausland (vor allem Osteuropa) bekannter zu machen. Besonderes Augenmerk wird auf sorbische Literatur gelegt. Deswegen unterstützt der Bund auch junge Autoren, die sich der sorbischen Sprache bedienen.
Seit 1979 finden als Resultat der Zusammenarbeit zwischen der zweisprachigen Lausitz und dem osteuropäischen Ausland alljährlich internationale Feste der sorbischen Poesie statt.
Vorsitzender des Künstlerbundes ist seit 2017 der Musiker Jan Bilk.